# Francisco Rego Almuíña
Francisco Rego Almuíña (Ribadavia, Orense, 1955 - Madrid, 13 de mayo de 2021) fue un periodista español, especializado en temas científicos y de salud.

## Biografía
Nacido en el pueblo orensano de Ribadavia. De pequeño emigró con su familia a Río de Janeiro (Brasil). Años después, regresó a España con la mayor parte de la familia.
Cuando ya había concluido los cinco primeros cursos de la carrera de Medicina en la Universidad de Santiago de Compostela, decidió dar un giro a su vida y licenciarse en Periodismo. Aficionado al baloncesto, fue convocado para integrar la selección gallega de baloncesto.
Los últimos años de su carrera trabajó en Crónica, el suplemento dominical del diario El Mundo.

## Premios
- IV premio de Periodismo Aqualia (2020) sobre ‘La gestión integral del agua’, por el reportaje sobre la “segunda vida” del agua titulado “En el coche eco y sin olores que anda con la caca de Chiclana”, publicado por El Mundo.[4]